# 皮埃爾·德里厄·拉羅謝爾
皮埃尔·欧仁·德里厄·拉罗谢尔（法語：Pierre Eugène Drieu La Rochelle，發音：[pjɛʁ øʒɛn dʁijø la ʁɔʃɛl]；1893年1月3日—1945年3月15日），法国长篇小说、短篇小说和政治散文作家。他在巴黎出生、生活并去世。德里厄·拉罗谢尔在1930年代成为法国法西斯主义的支持者，在德国占领期间是著名的通敌者。他最著名的作品是《Le Feu Follet》和《Gilles》。